# Fort Barrancas
Pour les articles homonymes, voir Barrancas.
Le fort Barrancas, de son nom complet fort San Carlos de Barrancas, est un fort historique sur la baie de Pensacola en Floride. Il a été bâti au sommet d'une colline en 1787 par les espagnols) et reconstruit en 1839 par les États-Unis.
Il est classé site historique national (National Historic Landmark) depuis le 9 octobre 1960.

## Histoire
Le fort construit par les espagnols au XVIIIe siècle fut étroitement associé à la guerre de 1812 et à la guerre de Sécession. Lors de la première phase de son histoire, en raison de la rivalité entre les trois puissances coloniales qu'étaient l'Espagne, la France et la Grande-Bretagne, il fut à plusieurs reprises détruit puis reconstruit. Les Espagnols le construisirent en 1787 sur un promontoire nommé « Barrancas de Santo Tome », sur lequel ils avaient déjà érigé en 1698 une première fortification, nommée « Fort San Carlos de Austria », qui avait été détruit en 1719 par les Français. De 1763 à 1781, ce fut au tour des Britanniques de contrôler Pensacola – qui leur fut repris par l'expédition espagnole de 1781. Le fort semi-circulaire en briques de Pensacola constituait avec Saint Augustine leurs têtes de pont en Floride Occidentale, au sud-est des États-Unis.
La collaboration des Espagnols avec les forces Britanniques lors de la Guerre de  1812 conduisit Andrew Jackson à attaquer Pensacola en 1814. Les forces britanniques qui occupaient alors le fort se replièrent sur leurs navires après avoir fait exploser la fortification. Lorsque Jackson poursuivit vers La Nouvelle-Orléans, les Espagnols revinrent et commencèrent à rebâtir le fort. Quatre ans plus tard, vers la fin de la Première Guerre séminole, Jackson attaqua à nouveau Pensacola. En acceptant la reddition du gouverneur espagnol installé au Fort San Carlos de Barrancas, il prit en fait le contrôle de la Floride Occidentale au nom des États-Unis. 
Afin d'améliorer les défenses côtières après la Guerre de 1812, les troupes américaines renforcèrent les fortifications de la baie de Pensacola. Entre 1833 et 1844, juste à l'arrière du Fort San Carlos de Barrancas, il construisirent une nouvelle fortification, le fort Barrancas ; puis, faisant partie du complexe défensif, le fort Redoubt à moins de mille mètres au nord. Lors de la guerre de Sécession, les trois forts furent tout d'abord aux mains des Confédérés puis de l'Union.